# Mermessus comes
Mermessus comes là một loài nhện trong họ Linyphiidae.
Loài này thuộc chi Mermessus. Mermessus comes được Alfred Frank Millidge miêu tả năm 1987.